# Landkreis Ostallgäu

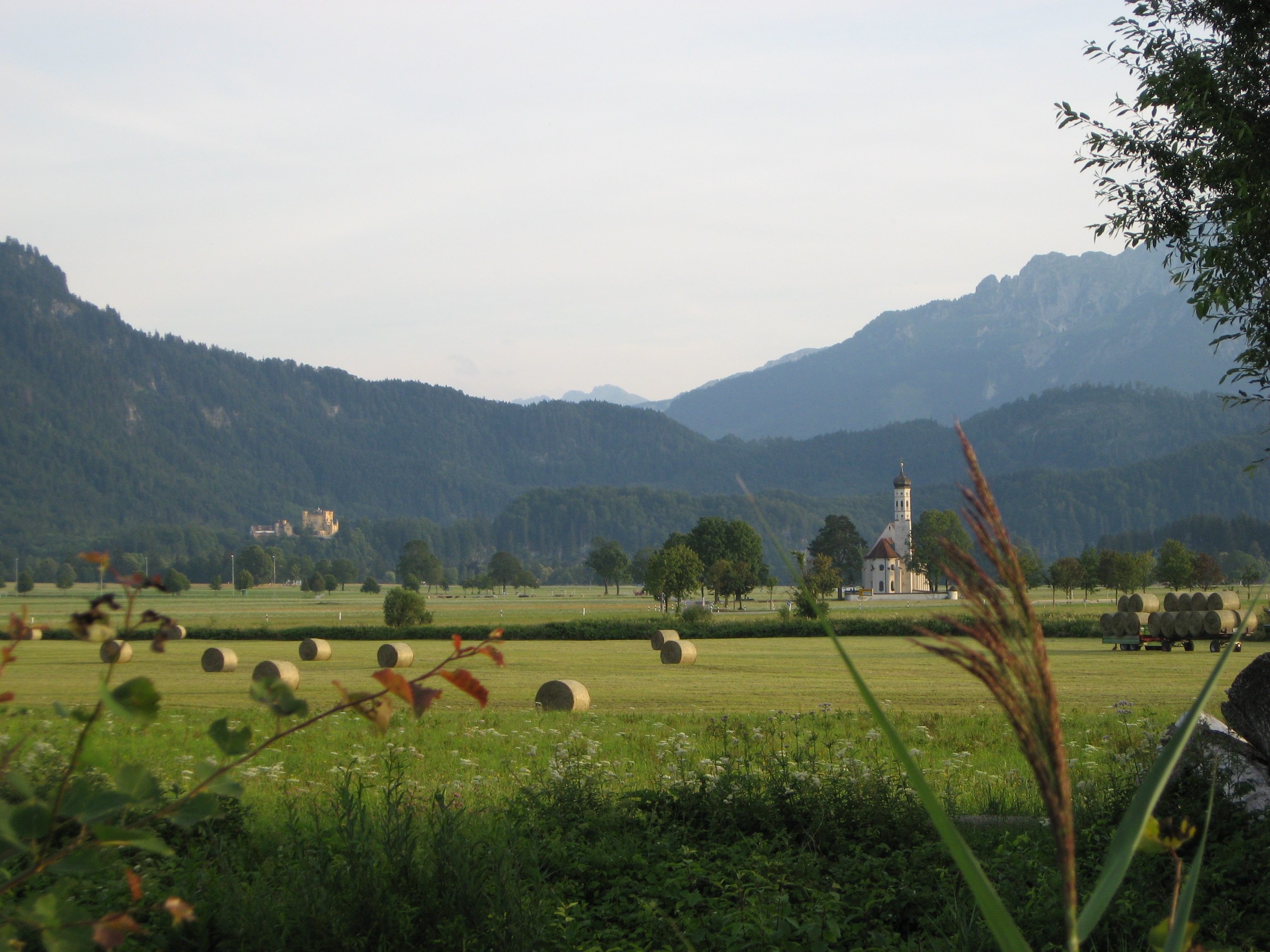
Het Ostallgäuer landschap bij Schwangau.

Landkreis Ostallgäu is een Landkreis in de Duitse deelstaat Beieren. De Landkreis telt 141.907 inwoners (31 december 2020) op een oppervlakte van 1.395,09 km². Kreisstadt is Marktoberdorf.
Het stuwmeer Forggensee ligt in Ostallgäu.

## Indeling
Ostallgäu is verdeeld in 45 gemeenten, waarvan drie de status stad hebben. Zeven andere gemeenten mogen zich Markt noemen.
Steden
1. Buchloe
2. Füssen
3. Marktoberdorf

Märkte
1. Irsee
2. Kaltental
3. Nesselwang
4. Obergünzburg
5. Ronsberg
6. Unterthingau
7. Waal

Overige gemeenten
1. Aitrang
2. Baisweil
3. Bidingen
4. Biessenhofen
5. Eggenthal
6. Eisenberg
7. Friesenried
8. Germaringen
9. Görisried
10. Günzach
11. Halblech
12. Hopferau
13. Jengen
14. Kraftisried
15. Lamerdingen
16. Lechbruck am See
17. Lengenwang
18. Mauerstetten
19. Oberostendorf
20. Osterzell
21. Pforzen
22. Pfronten
23. Rettenbach am Auerberg
24. Rieden
25. Rieden am Forggensee
26. Roßhaupten
27. Rückholz
28. Ruderatshofen
29. Schwangau
30. Seeg
31. Stötten am Auerberg
32. Stöttwang
33. Untrasried
34. Wald
35. Westendorf

Aichach-Friedberg · Altötting · Amberg · Amberg-Sulzbach · Ansbach (stad) · Landkreis Ansbach · Aschaffenburg (stad) · Landkreis Aschaffenburg · Augsburg (stad) · Landkreis Augsburg · Bad Kissingen · Bad Tölz-Wolfratshausen · Bamberg (stad) · Landkreis Bamberg · Bayreuth (stad) · Landkreis Bayreuth · Berchtesgadener Land · Cham · Coburg (stad) · Landkreis Coburg · Dachau · Deggendorf · Dillingen an der Donau · Dingolfing Landau · Donau-Ries · Ebersberg · Eichstätt · Erding · Erlangen · Erlangen-Höchstadt · Forchheim · Freising · Feyung-Grafenau · Fürstenfeldbruck · Fürth (stad) · Landkreis Fürth · Garmisch-Partenkirchen · Günzburg · Haßberge · Hof (stad) · Landkreis Hof · Ingolstadt · Kaufbeuren · Kelheim · Kempten im Allgäu · Kitzingen · Kronach · Kulmbach · Landsberg am Lech · Landshut (stad) · Landkreis Landshut · Lichtenfels · Lindau · Main-Spessart · Memmingen · Miesbach · Miltenberg · Mühldorf am Inn · München · Landkreis München · Neuburg-Schrobenhausen · Neumarkt in der Oberpfalz · Neurenberg · Neustadt an der Aisch-Bad Windsheim · Neustadt an der Waldnaab · Neu-Ulm · Nürnberger Land · Oberallgäu · Ostallgäu · Passau (stad) · Landkreis Passau · Pfaffenhofen an der Ilm · Regen · Regensburg (stad) · Landkreis Regensburg · Rhön-Grabfeld · Rosenheim (stad) · Landkreis Rosenheim · Roth · Rottal-Inn · Schwabach · Schwandorf · Schweinfurt (stad) · Landkreis Schweinfurt · Starnberg · Straubing · Straubing-Bogen · Tirschenreuth · Traunstein · Unterallgäu · Weiden in der Oberpfalz · Weilheim-Schongau · Weißenburg-Gunzenhausen · Wunsiedel im Fichtelgebirge · Würzburg (stad) · Landkreis Würzburg
Aitrang ·
Baisweil ·
Bidingen ·
Biessenhofen ·
Buchloe ·
Eggenthal ·
Eisenberg ·
Friesenried ·
Füssen ·
Germaringen ·
Görisried ·
Günzach ·
Halblech ·
Hopferau ·
Irsee ·
Jengen ·
Kaltental ·
Kraftisried ·
Lamerdingen ·
Lechbruck a.See ·
Lengenwang ·
Marktoberdorf ·
Mauerstetten ·
Nesselwang ·
Obergünzburg ·
Oberostendorf ·
Osterzell ·
Pforzen ·
Pfronten ·
Rettenbach a.Auerberg ·
Rieden ·
Rieden am Forggensee ·
Ronsberg ·
Roßhaupten ·
Rückholz ·
Ruderatshofen ·
Schwangau ·
Seeg ·
Stötten a.Auerberg ·
Stöttwang ·
Unterthingau ·
Untrasried ·
Waal ·
Wald ·
Westendorf